# 1 Korpus Armijny (1952–1956)
1 Korpus Armijny (1 KA) – związek operacyjno-taktyczny Sił Zbrojnych PRL.

## Formowanie i zmiany organizacyjne
W 1952 roku 1 Korpus Piechoty został przeformowany w 1 Korpus Armijny. W 1956 roku, w związku z rezygnacją w wojskach lądowych WP ze szczebla korpusu, został rozformowany.
1 Korpus Armijny był korpusem typu A i należał do I rzutu operacyjnego wojsk lądowych. W jego składzie znajdowały się trzy dywizje typu A (rozwinięte w 85%), w tym dwie piechoty i jedna zmechanizowana. Jednostki korpuśne obejmowały: batalion łączności zabezpieczający pracę dowództwa i sztabu korpusu, pułk artylerii ciężkiej i dywizjon artyleryjskiego rozpoznania pomiarowego (w 1955 dywizjon włączono w skład pułku artylerii) oraz batalion saperów.

## Struktura organizacyjna
W 1955
- Dowództwo 1 Korpusu Armijnego – Wałcz
- 12 Dywizja Piechoty – Szczecin
- 14 Dywizja Piechoty – Wałcz
- 20 Dywizja Zmechanizowana – Szczecinek
- 159 pułk artylerii ciężkiej – Choszczno
- 26 batalion saperów – Podjuchy[a]
- 38 batalion łączności – Wałcz
- 8 Dywizja Zmechanizowana – Koszalin (od 20 grudnia 1955  w miejsce 20 Dywizji Zmechanizowanej)

20 DZ a potem 8 DZ stanowiła tzw. grupę szybką Korpusu.
Korpus liczył: 22 522 żołnierzy, 268 czołgów T-34/85, 79 dział pancernych, 43 transportery opancerzone, 600 dział i moździerzy różnego kalibru i 120 armat przeciwlotniczych.

## Obsada personalna Dowództwa
Dowódcy korpusu
- płk Stanisław Olechnowicz (do III 1954)
- płk Witalis Szerszeń (do IX 1956)

Zastępcy dowódcy do spraw politycznych
- Włodzimierz Oliwa (1955–1956)